# بيسولا أيولا
بيسولا أيولا (بالإنجليزية: Bisola Aiyeola)‏ (مواليد 21 يناير 1986)، هي مُمثلة ومُغنية نيجيرية. في 2018، فازت بيسولا بجائزة ترايلبلايزر خلال حفل توزيع جوائز أفريقيا ماجيك للمشاهدين.

## وصلات خارجية
- بيسولا أيولا على موقع IMDb (الإنجليزية)